# Penthema yoma
Penthema yoma är en fjärilsart som beskrevs av Ellis 1915. Penthema yoma ingår i släktet Penthema och familjen praktfjärilar. Inga underarter finns listade i Catalogue of Life.